# Крстионица
Баптистеријум или крстионица (од грч. βαπτιστήριον) је посебна грађевина издвојена поред цркве у којој се обавља обред крштења које се обавља потапањем у базен са водом или писцину (од лат. Piscina), што је назив за мали базен а касније за камену посуду са високом стопом у којој се налази вода за крштење у оквиру баптистеријума који се касније уместо засебне грађевине формира у оквиру полукружне нише у једном од бочних бродова.
Као грађевински тип, баптистеријум се јавља у IV веку, када хришћанство постаје званична религија Римског царства. То је по правилу пространа грађевина централне основе (октогоналне или кружне). У првим вековима хришћанства, када је велики број одраслих људи прелазио у хришћанство и када је обред крштења подразумевао урањање у воду, у централном делу баптистеријума налазио се базенчић окружен стубовима (баптистеријум подигнут уз Латеранску базилику у Риму, IV век). Сачувани примери показују да је унутрашњост баптистеријума била богато украшена (мозаици у Баптистеријуму православних, V век, и Баптистеријуму Аријанаца, крај V и почетак VI века, у Равени, и баптистеријуму у Напуљу, VI век). Крштење је обављао бискуп два или три пута годишње, па су баптистеријуми, који су подизани само уз катедралне цркве, морали да буду пространи како би примили велики број катихумена. Временом се обред променио – урањање је замењено поливањем или шкропљењем, због чега се уместо базена све чешће јавља велика камена посуда за воду а простор намењен крштавању смешта унутар цркве.

## Положај баптистеријума
Баптистеријум се може налазити западно од атријума, као код Еуфразијеве базилике, или поред (северно или јужно од базилике). Основа је засвођена, полигонална или кружна. У мањим црквама крстионице су само писцине у северном или јужном броду. Писцине за крштавање су најчешће крстообразне правих или заобљених крајева, затим овалне, кружне и полигоналне. Смештај степеница у писцинама, најчешће у краковима крста не зависи очигледно од прописа ритуала крштавања, јер у откривеним писцинама степеници су смештени у сва 4 или 3 крака крста, као и у наспраним крацима.
Крстионица у Стобима је са северне стране базилике, која је по томе у литератури називана Црква Јована Крститеља-Претечиног или црква за крштавања. Због монументалног баптистеријума најтачнији назив за ову грађевину био би балдахин над писцином. Ова грађевина има неколико фаза градње, а последња се датира у 5. век. Крстионица у епископској или базилици епископа Филпа у Стобима је на јужној стране цркве. Западно од нартекса базилике откопан је ексонартекс у виду баптистеријума у коме је како је Ђорђе Мано Зиси констатовао црну плитку камену посуду, која је служила у рановизантијским епископским црквама за освећену воду.

## Крстионице откривене на локалитетима у Србији
У Србији у јустинијанском периоду, подигнут је велики број утврђења, у којима су идентификовани хришћански култни објекти, али баптистеријуми у већини случајева нису откривени. У каструму Талиати (Велики Градац, код Доњег Милановца) откривена је у кули утврђена писцина за крштавање овалног облика са степеницама и остацима ослонаца за балдахин. Ова крстионица се датује на крај 5. и у прву половину 6. века. Писцина за крштавање из Петрове цркве код Новог Пазара из ранохришћанског периода је кружног облика и била је у употреби до 12. века.
У Царичином граду откривени су монументални остаци крстионице готово квадратног облика. Зидови, грађени од опеке и малтера били су у доњим деловима оплаћени, а у горњим украшени фрескама и мозаицима. На западној страни налазио се монументални портик са стубовима, који су држали куполу, испод које је писцина у облику крста. Под је био поплочан опеком. Из трема се директно улазило у западну конху и две правоугаоне просторије. У конхама су откривени подни мозаици.
Код баптистеријума у триконхалној цркви у Клисури (код Ниша) крстообразни плитки базен малих димензија је у северном компартименту нартекса у поду апсиде на источној страни. Писцина откопана у јужном компартименту изван каструма Ремесијана је крстообразног облика. Ова базилика има 2 фазе градње, а крстионица припада млађој. Баптистеријум из Гамзиграда је зграда четворолисног облика.
Баптистеријум на Медијани откривен на археолошком локалитету Медијана, пет километара источно од Ниша, састоји се од две просторије дужине 14,6 метара. Дебљина зида износи 1 метар а очуван је у висини од око 0,40 метара. Октогонална просторија са писцином је са апсидом, симетрично постављеном на западној страни. Претпоставка је да је овај део био консигнаторијум за миропомазање. Под је украшен мозаиком који је само у малом делу очуван и који одговара мозаицима откривеним у палати. Писцина је зидана и обложена мермером оплатом. Са источне стране постамента за писцину налази се одводни канал.

## Најпознатији баптистеријуми
- Баптистеријум уз Латеранску базилику у Риму, IV век
- Баптистеријум на Медијани, IV–V век
- Баптистеријум у Аквилеји, V век
- Баптистеријум Сан Ђовани у Фиренци, XI век
- Баптистеријум у катедрали у Милану
- Баптистеријум аријана у Равени - прва четвртина 5. века
- Баптистеријум правоверујућих у Равени
- Баптистеријум у Салони, VI век
- Баптистеријум уз катедралу у Пизи, 1152 – XIV век
- Баптистеријум у Парми, 1196–1270
- Баптистеријум у Кремони, Кремона